# (37324) 2001 QN77
2001 QN77 (asteroide 37324) é um asteroide da cintura principal. Possui uma excentricidade de 0.27112380 e uma inclinação de 12.94579º.
Este asteroide foi descoberto no dia 16 de agosto de 2001 por LINEAR em Socorro.